# صبح شکسته‌است
صبح شکسته است (به انگلیسی: Morning Has Broken) یک سرود روحانی مشهور مسیحی است که النور فارجون آن را سرود و با تم خاصی از سرودهای گیلیک اسکاتلندی که بونسان (Bunessan) نام دارد، خوانده می‌شود. این ترانه پس از اجرای هنرمند اهل بریتانیا کت استیونس در سال ۱۹۷۱ با نام او نیز گره خورده است.
کت استیونس در سال ۱۹۷۰ پیش از آن‌که به اسلام گرایش یابد، با آلبوم چای برای سکاندار قایق به شهرت جهانی دست‌یافته و ترانه‌های ماندنی‌اش همچون «صبح شکست» را منتشر کرده‌بود، و پس از آن از پس حادثه‌ای، تصمیم گرفت به خدایش خدمت کند، یک سال پس‌از آن در جشن تولدش از برادرش یک جلد قرآن هدیه گرفت و در ۲۳ دسامبر ۱۹۷۷ رسماً مسلمان شد.

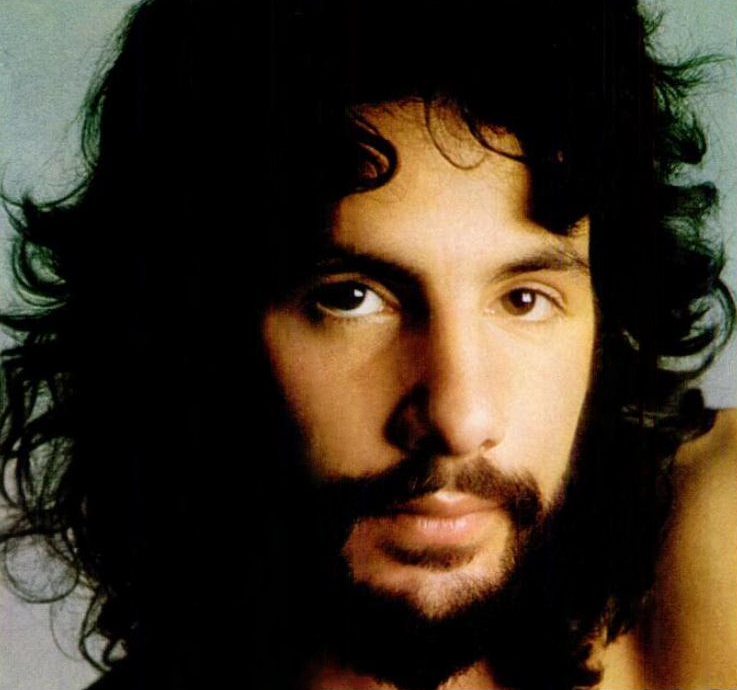
کت استیونس، عکس روی پوستر تک‌آهنگِ صبح شکست